# Yek Dāng
Yek Dāng (persiska: يکدانگ) är en ort i Iran.   Den ligger i provinsen Lorestan, i den västra delen av landet, 300 km sydväst om huvudstaden Teheran. Yek Dāng ligger 1 478 meter över havet och antalet invånare är 406.
Terrängen runt Yek Dāng är varierad. Runt Yek Dāng är det ganska tätbefolkat, med 172 invånare per kvadratkilometer. Närmaste större samhälle är Aznā, 11,4 km sydost om Yek Dāng. Trakten runt Yek Dāng består till största delen av jordbruksmark.